# Persone di nome Dorothy/Attori
| Questa pagina contiene informazioni ricavate automaticamente dalle voci biografiche con l'ausilio del template Bio e di un bot. L'aggiornamento è periodico e automatico e ricostruisce completamente la pagina. Se manca una persona in questa lista, sei pregato di non aggiungerla, ma accertati piuttosto che la sua voce biografica contenga il template Bio e che i dati anagrafici siano correttamente compilati. Se il template Bio manca, inseriscilo tu stesso o, in alternativa, metti l'avviso {{tmp\|Bio}} che ne segnala la mancanza. Se i dati riportati sono sbagliati, correggi direttamente la voce biografica; le modifiche saranno visibili in questa lista entro pochi giorni. Per chiarimenti vedi il progetto biografie. La lista contiene solo le 53 persone che sono citate nell'enciclopedia e per le quali è stato implementato correttamente il template Bio. Pagina aggiornata al 18 mar 2024. |

Questa è una lista di persone presenti nell'enciclopedia che hanno il prenome Dorothy e sono attori.

## A(6)
- Dorothy Abbott, attrice statunitense (Kansas City, n. 1920 - Los Angeles, † 1968)
- Dorothy Adams, attrice statunitense (Hannah, n. 1900 - Woodland Hills, † 1988)
- Dorothy Alison, attrice australiana (Broken Hill, n. 1925 - Londra, † 1992)
- Dorothy Appleby, attrice statunitense (Portland, n. 1906 - Hicksville, † 1990)
- Renée Asherson, attrice britannica (Kensington, n. 1915 - Londra, † 2014)
- Dorothy A. Atabong, attrice, scrittrice e produttrice cinematografica camerunese

## B(4)
- Dorothy Bernard, attrice statunitense (Port Elizabeth, n. 1890 - Hollywood, † 1955)
- Mara Lane, attrice austriaca (Vienna, n. 1930 - Marbella, † 2014)
- Chili Bouchier, attrice britannica (Londra, n. 1909 - Londra, † 1999)
- Dorothy Burgess, attrice statunitense (Los Angeles, n. 1907 - Riverside, † 1961)

## C(6)
- Dorothy Christy, attrice statunitense (Reading, n. 1906 - Santa Monica, † 1977)
- Dorothy Coburn, attrice statunitense (Great Falls, n. 1904 - Los Angeles, † 1978)
- Dorothy Collins, attrice e cantante canadese (Windsor, n. 1926 - Watervliet, † 1994)
- Dorothy Comingore, attrice statunitense (Los Angeles, n. 1913 - Stonington, † 1971)
- Dorothy Coonan, attrice e ballerina statunitense (Minneapolis, n. 1913 - Brentwood, † 2009)
- Dorothy Cumming, attrice australiana (Boorowa, n. 1895 - New York, † 1983)

## D(11)
- Dorothy Dalton, attrice statunitense (Chicago, n. 1893 - Scarsdale, † 1972)
- Dorothy Dandridge, attrice e cantante statunitense (Cleveland, n. 1922 - West Hollywood, † 1965)
- Dorothy Davenport, attrice, sceneggiatrice e regista statunitense (Boston, n. 1895 - Woodland Hills, † 1977)
- Dorothy DeBorba, attrice statunitense (Los Angeles, n. 1925 - Walnut Creek, † 2010)
- Dorothy Dearing, attrice e ballerina statunitense (Parachute, n. 1913 - Beverly Hills, † 1965)
- Dorothy Dell, attrice e cantante statunitense (Hattiesburg, n. 1915 - Altadena, † 1934)
- Dorothy Devore, attrice e comica statunitense (Fort Worth, n. 1899 - Woodland Hills, † 1976)
- Dorothy Dickson, attrice statunitense (Kansas City, n. 1893 - Londra, † 1995)
- Dorothy Donnelly, attrice, drammaturga e librettista statunitense (Brooklyn, n. 1876 - New York, † 1928)
- Faye Dunaway, attrice statunitense (Bascom, n. 1941)
- Dorothy Dunbar, attrice e socialite statunitense (Cripple Creek, n. 1902 - Seattle, † 1992)

## G(5)
- Dorothy Gibson, attrice, modella e cantante statunitense (Hoboken, n. 1889 - Parigi, † 1946)
- Dorothy Gish, attrice, sceneggiatrice e regista statunitense (Massillon, n. 1898 - Rapallo, † 1968)
- Dorothy Granger, attrice statunitense (New London, n. 1911 - Los Angeles, † 1995)
- Dorothy Green, attrice statunitense (Los Angeles, n. 1920 - Los Angeles, † 2008)
- Dorothy Gulliver, attrice statunitense (Salt Lake City, n. 1908 - Valley Center, † 1997)

## H(3)
- Dorothy McGuire, attrice statunitense (Omaha, n. 1916 - Santa Monica, † 2001)
- Dorothy Hale, attrice statunitense (Pittsburgh, n. 1905 - New York, † 1938)
- Dorothy Hart, attrice statunitense (Cleveland, n. 1922 - Asheville, † 2004)

## I(1)
- Dorothy Dwan, attrice statunitense (Sedalia, n. 1906 - Ventura, † 1981)

## J(2)
- Dorothy Janis, attrice statunitense (Dallas, n. 1912 - Paradise Valley, † 2010)
- Dorothy Jordan, attrice statunitense (Clarksville, n. 1906 - Los Angeles, † 1988)

## K(1)
- Dorothy Kelly, attrice statunitense (Filadelfia, n. 1894 - Minneapolis, † 1966)

## L(2)
- Dorothy Layton, attrice statunitense (Cincinnati, n. 1912 - Towson, † 2009)
- Dorothy Loudon, attrice e cantante statunitense (Boston, n. 1925 - New York, † 2003)

## M(2)
- Dorothy Mackaill, attrice e ballerina inglese (Kingston upon Hull, n. 1903 - Honolulu, † 1990)
- Dorothy Morrison, attrice statunitense (Los Angeles, n. 1919 - † 2017)

## P(3)
- Dorothy Patrick, attrice statunitense (Saint Boniface, n. 1921 - Los Angeles, † 1987)
- Dorothy Phillips, attrice statunitense (Baltimora, n. 1889 - Woodland Hills, † 1980)
- Dorothy Provine, attrice, cantante e ballerina statunitense (Deadwood, n. 1935 - Bremerton, † 2010)

## R(1)
- Dorothy Revier, attrice statunitense (San Francisco, n. 1906 - Hollywood, † 1993)

## S(2)
- Dorothy Seastrom, attrice statunitense (Dallas, n. 1903 - Dallas, † 1930)
- Dorothy Sebastian, attrice statunitense (Birmingham, n. 1903 - Woodland Hills, † 1957)

## T(2)
- Dorothy Tree, attrice statunitense (New York City, n. 1906 - Englewood, † 1992)
- Dorothy Tutin, attrice inglese (Londra, n. 1930 - Midhurst, † 2001)

## W(2)
- Dorothy West, attrice statunitense (Griffin, n. 1891 - Davenport, † 1980)
- Dorothy Wilson, attrice statunitense (Minneapolis, n. 1908 - Lompoc, † 1998)